# Ramen Street
Ramen Street è un'area sotterranea dell'ampia zona commerciale interna alla Stazione di Tokyo, che ospita otto ristoranti specializzati in ramen.

## Overview
La stazione di Tokyo si trova nel quartiere di Marunouchi a Tokyo, Ramen Street è posizionata nel piano sotterraneo dell'area commerciale della stazione. Inoltre, una "Ramen Street" non ufficiale esiste anche all'ultimo piano della Stazione di Kyōto che ospita alcuni ristoranti di ramen.

### Ristoranti

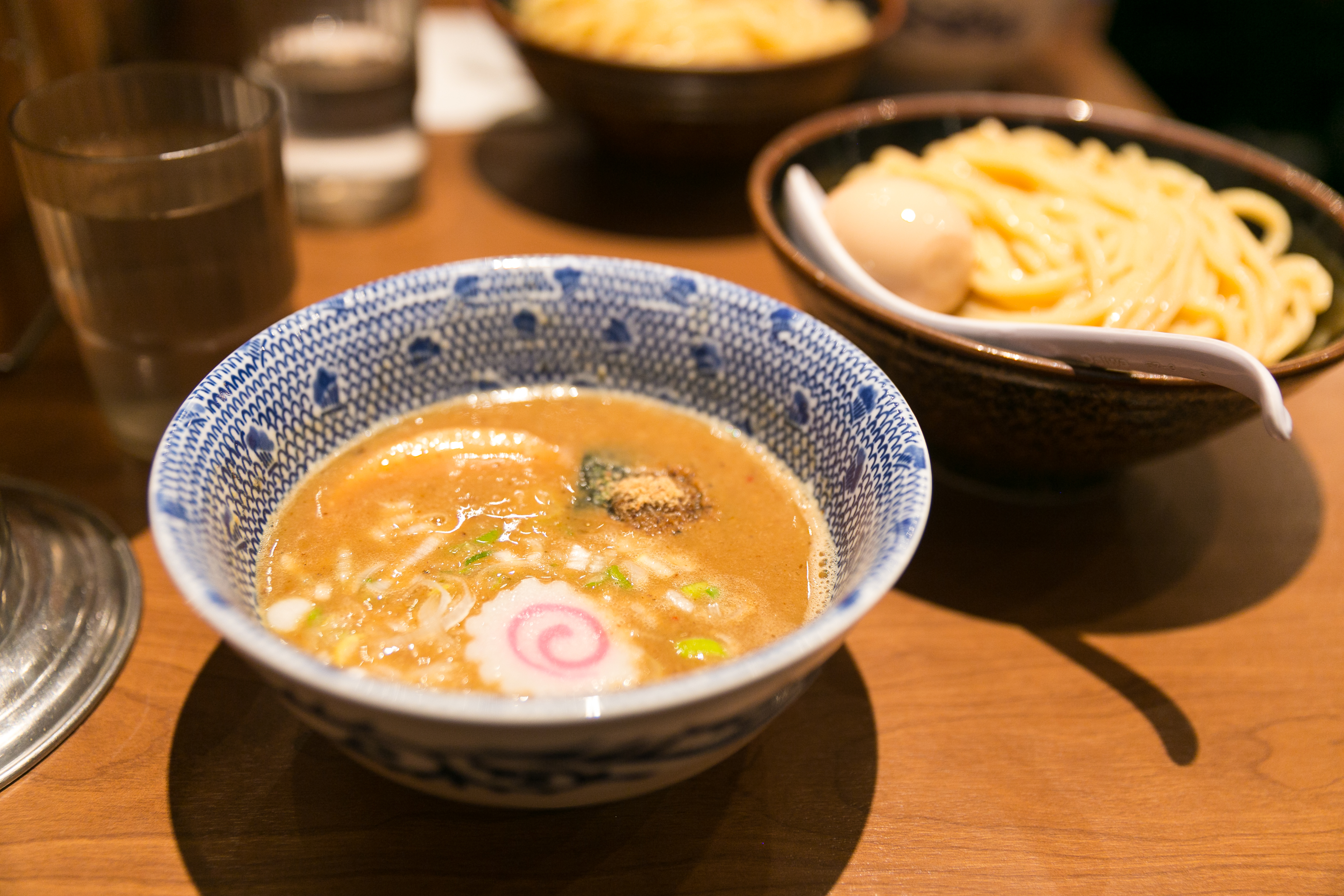
Piatti di un ristorante di Ramen

Nel gennaio 2017, otto ristoranti di ramen sono presenti a Ramen Street, nel 2011 erano quattro. Tutti i ristoranti utilizzano un sistema a biglietti, i clienti possono acquistare un biglietto da una macchina esterna dove eseguire il proprio ordine, in seguito il biglietto viene consegnato ai camerieri per ordinare la preparazione del cibo. Al 2013, i prezzi variavano approssimativamente fra 850–1000 yen. I ristoranti di Ramen Street sono frequentati da molti pendolari, viaggiatori e personale delle compagnie ferroviarie.
Il ristorante Rokurinsha è uno dei ristoranti più popolari di Ramen Street, e spesso ha file di persone in attesa di venire servite fuori dal ristorante stesso, con tempi di attesa che possono raggiungere anche i 40–60 minuti. Rokurinsha un altro ristorante ben noto per la sua specializzazione in tsukemen, un piatto della cucina giapponese composto da molteplici piatti di noodles e zuppa o brodo.
Altri ristoranti di Ramen Street sono Kanisenmon Keisuke, specializzato in ramen con granchio (Kanisenmon significa proprio "specializzato in granchi" in giapponese), Nidaime Keisuke Ebi Soba Gaiden, che ha aperto nel 2009 ed è specializzato in gamberi e il ristorante Kagari.